# Trinidad en Tobago op de Olympische Zomerspelen 1952
Trinidad en Tobago nam deel aan de Olympische Zomerspelen 1952 in Helsinki, Finland. Nadat bij het debuut vier jaar eerder het eerste zilver werd gewonnen, werden nu voor het eerst meerdere medailles gewonnen. Beide waren brons.

## Medailles

### 3Brons
- Rodney Wilkes — Gewichtheffen, mannen vedergewicht
- Lennox Kilgour — Gewichtheffen, mannen halfzwaargewicht

Argentinië · Australië · Bahama's · België · Bermuda · Birma · Brazilië · Brits-Guiana · Bulgarije · Canada · Ceylon · Chili · China · Cuba · Denemarken · Duitsland · Egypte · Filipijnen · Finland · Frankrijk · Goudkust · Griekenland · Groot-Brittannië · Guatemala · Hongarije · Hongkong · Ierland · IJsland · India · Indonesië · Iran · Israël · Italië · Jamaica · Japan · Joegoslavië · Libanon · Liechtenstein · Luxemburg · Mexico · Monaco · Nederland · Nederlandse Antillen · Nieuw-Zeeland · Nigeria · Noorwegen · Oostenrijk · Pakistan · Panama · Polen · Portugal · Puerto Rico · Roemenië · Saarland · Singapore ·  Sovjet-Unie · Spanje · Thailand · Trinidad en Tobago · Tsjecho-Slowakije · Turkije · Uruguay · Venezuela · Verenigde Staten · Vietnam · Zuid-Afrika · Zuid-Korea · Zweden · Zwitserland